# Мати-Батьківщина (Санкт-Петербург)
Мати-Батьківщина (рос. Мать-Родина) — монумент, що встановлений в Санкт-Петербурзі на Піскарьовському меморіальному кладовищі.

## Опис
Шестиметрова бронзова скульптура на кам'яному постаменті зображує жінку, що тримає в руках гірлянду дубового листя — символ вічності. За скульптурою знаходиться кам'яна стіна, на якій висічені рядки Ольги Берггольц:
|  | Тут лежать ленінградці. Тут городяни – чоловіки, жінки, діти. Поруч із ними солдати-червоноармійці. Всім своїм життям Вони захищали тебе, Ленінграде, Колиско революції. Їх імен благородних ми тут перерахувати не зможемо. Так багато їх під вічною охороною граніту. Але знай, хто звертає увагу на ці камні: Ніхто не забуто і ніщо не забуто. Оригінальний текст (рос.) Здесь лежат ленинградцы. Здесь горожане — мужчины, женщины, дети. Рядом с ними солдаты-красноармейцы. Всею жизнью своею Они защищали тебя, Ленинград, Колыбель революции. Их имён благородных мы здесь перечислить не сможем, Так их много под вечной охраной гранита. Но знай, внимающий этим камням: Никто не забыт и ничто не забыто. |

Крім віршованих рядків, на стіні можна бачити силуети людей, що йдуть назустріч один одному.
Скульптура уособлює скорботну жінку, матір, дружину. Обличчя скульптури звернене до братських поховань. За спиною скульптури (поза територією кладовища) залишений коридор в 2-3 квартали завдовжки, не забудований будинками.
У лютому 1945 року був проведений конкурс на проєкт меморіалу ленінградцям, загиблим під час блокади. У 1956 році на площі понад 26 гектарів почалося будівництво меморіального комплексу за проєктом архітекторів О. В. Васильєва й Є. А. Левінсона. Меморіал був відкритий 9 травня 1960 року, в честь 15-тої річниці перемоги в німецько-радянській війні та спочатку називався «пам'ятник героям блокади Ленінграда». Вічний вогонь був запалений від вогню на Марсовому полі.